# Marianna Nagy (patinadora artística)
Marianna Nagy (Szombathely, 13 de janeiro de 1929 – 3 de maio de 2011) foi uma patinadora artística húngara, que competiu em provas de duplas. Ela conquistou duas medalhas de bronze olímpicas em 1952 e em 1956 ao lado do parceiro László Nagy, e três medalhas de bronze em campeonatos mundiais.

## Principais resultados

### Com László Nagy
| Resultados                                            | Resultados    | Resultados       | Resultados        | Resultados      | Resultados        | Resultados        | Resultados      | Resultados        | Resultados        | Resultados       | Resultados      | Resultados    |
| Internacional                                         | Internacional | Internacional    | Internacional     | Internacional   | Internacional     | Internacional     | Internacional   | Internacional     | Internacional     | Internacional    | Internacional   | Internacional |
| Evento/Temporada                                      | 1947– 1948    | 1948– 1949       | 1949– 1950        | 1950– 1951      | 1951– 1952        | 1952– 1953        | 1953– 1954      | 1954– 1955        | 1955– 1956        | 1956– 1957       | 1957– 1958      |               |
| ----------------------------------------------------- | ------------- | ---------------- | ----------------- | --------------- | ----------------- | ----------------- | --------------- | ----------------- | ----------------- | ---------------- | --------------- | ------------- |
| Jogos Olímpicos                                       | 7.ª           |                  |                   |                 | Medalha de bronze |                   |                 |                   | Medalha de bronze |                  |                 |               |
| Campeonato Mundial                                    | 7.ª           | 4.ª              | Medalha de bronze |                 |                   | Medalha de bronze |                 | Medalha de bronze |                   |                  | 7.ª             |               |
| Campeonato Europeu                                    |               | Medalha de prata | Medalha de ouro   |                 | Medalha de bronze | Medalha de prata  |                 | Medalha de ouro   | Medalha de prata  | Medalha de prata | 7.ª             |               |
| Nacional                                              |               |                  |                   |                 |                   |                   |                 |                   |                   |                  |                 |               |
| Campeonato Húngaro                                    |               |                  | Medalha de ouro   | Medalha de ouro | Medalha de ouro   |                   | Medalha de ouro | Medalha de ouro   | Medalha de ouro   | Medalha de ouro  | Medalha de ouro |               |
|                                                       |               |                  |                   |                 |                   |                   |                 |                   |                   |                  |                 |               |
| Legenda: Competição não foi disputada nesta temporada |               |                  |                   |                 |                   |                   |                 |                   |                   |                  |                 |               |